# Радио Б92
Б92 је била београдска радио-станица основана 15. маја 1989. године. Настала је спајањем редакција Индекса 202 и Ритма срца. Б92 је израстао у компанију са широким спектром активности у чијем су фокусу медији: радио и телевизијска станица, као и веома популаран интернет сајт. Активности Б92 обухватају и интернет провајдинг, културни центар, издавачку кућу и музичку продукцију.
Посвећеност Б92 одговорном новинарству и позитивној друштвеној промени донели су организацији међународни реноме: Б92 и његови запослени освојили су бројне престижне међународне награде за новинарску храброст и залагање за поштовање људских права.
Б92 је међународно познат по креативној употреби нових технологија у борби против цензуре и промоцији људских права, али је главни акценат у даљем развоју компаније стављен на телевизију. Иако најмлађа на локалном телевизијском тржишту, Телевизија Б92 је забележила најбржи раст у последње три године и данас је она четврти најпопуларнији канал на националном нивоу у циљној групи од 15 до 54 године старости.
Компанија је недавно преселила све своје активности под један кров, који им је великодушно уступила Народна банка Србије, где ће нови продукцијски капацитети и студији омогућити њен додатни развој без потребе да се излажу законима тржишта. Почетком ове године BBC World Training Trust и његов београдски огранак почели су двогодишњи програм обуке и развоја запослених у Б92
Циљеви компаније су одржање политичке и економске независности, критичког мишљења и интереса јавности и достизање европских стандарда квалитета, финансијске стабилности и побољшање организационе структуре.
Б92 је данас приватна компанија: 11,35% њеног капитала имају бивши и садашњи запослени, док 79,99% поседује Астонко Д.о.о. - приватна компанија у власништву истоимене компаније са Кипра, а мали акционари остатак капитала.
Дана 9. јула 2015. Радио Б92 је трансформисан у Плеј радио, док се сама фирма и даље звала Радио Б92 д. о. о. све до 2017. пошто се лиценца за емитовање до тада водила на исту.